# ReWalk
ReWalk — бионический экзоскелет, позволяющий людям с параплегией стоять, ходить и подниматься по лестнице. Система работает от аккумулятора, который находится в рюкзаке. Управление осуществляется с помощью дистанционного пульта, который надевается на запястье и распознает движения пользователя. Экзоскелет ReWalk был изобретен в Йокнеаме (Израиль) инженером-механиком Амитом Гоффером, который сам страдает тетраплегией после автомобильной аварии. На рынке ReWalk представляет компания ReWalk Robotics Ltd (первоначально — Argo Medical Technologies Ltd). Стоимость системы ReWalk 6.0 составляет в среднем около 77 000 долларов США. Экзоскелет прошел клинические испытания в реабилитационном центре MossRehab в Филадельфии (Пенсильвания, США).

## Версии
Первоначально ReWalk был доступен в двух версиях — ReWalk I и ReWalk P. ReWalk I предназначался для использования в медицинских учреждениях для исследовательских или лечебных целей под наблюдением медперсонала. ReWalk P был предназначен для самостоятельного использования пациентами дома или в общественных местах. В январе 2013 года разработчиками была представлена обновленная версия экзоскелета — ReWalk Rehabilitation 2.0. В этой версии появились системы, предназначенные для людей более высокого роста, и улучшилось программное обеспечение. В июле 2015 года ReWalk Robotics представила очередную усовершенствованную версию экзоскелета для индивидуального пользования — ReWalk 6.0. Эта версия отличается от предыдущих улучшенным дизайном, приспособленным к анатомическим особенностям каждого пользователя, усовершенствованным программным обеспечением и более высокой скоростью ходьбы — до 2,5 км в час.

## Описание
Система ReWalk весит около 23,3 кг. Вес рюкзака, в котором находятся компьютер, работающий в операционной системе Windows, и аккумулятор, составляет около 2,3 кг, а вес роботизированного экзоскелета — около 21 кг. Система работает в трех режимах: стояния, сидения и ходьбы. Сигналы о режиме работы транслируются на компьютер особым устройством, напоминающим наручные часы.

## Пользователи
ReWalk был одобрен для использования в больницах США Управлением по санитарному надзору за качеством пищевых продуктов и медикаментов (FDA) в 2011 году. В июне 2014 года экзоскелет был одобрен FDA для использования дома и в общественных местах. В 2010 году экзоскелет появился в американском сериале «Хор». Он используется одним из персонажей (Арти Абрамсом) в эпизоде одной из серий 2-го сезона — «Очень хоровое Рождество» («A Very Glee Christmas»). 8 мая 2012 года парализованная британка Клэр Ломас стала первым человеком, который прошел марафонскую дистанцию в бионическом экзоскелете. Ломас, с 2007 года страдавшая параличом нижних конечностей, прошла Лондонский марафон за 16 дней. Позже, в 2012 году, Ломас первой начала использовать ReWalk дома. В 2012 году она участвовала в открытии летних Паралимпийских игр в своем экзоскелете. К 2015 году японская робототехническая компания Yaskawa Electric Co. стала дистрибьютором системы ReWalk в Азии (в Китае), согласно договору, подписанному с компанией ReWalk Robotics в 2014 году.

## Критика
Сам создатель экзоскелета ReWalk Амит Гоффер считает его вес слишком большим для некоторых пользователей. Кроме того, из-за высокой цены эта система недоступна для пациентов, стесненных в средствах.